# 泌尿系統

1.泌尿系統 2.腎 3.腎盂 4.輸尿管 5.膀胱 6.尿道 7.腎上腺 8.腎動脈与静脉 9.下腔静脉 10.腹主动脉 11. 髂总动脉与静脉 12.肝脏 13.结腸 14.骨盆

泌尿系統（urinary system）又称泌尿系、尿路，有時也歸類於排泄系統（excretory system）的一部分，負責尿液的產生、運送、儲存與排泄。人類的泌尿系統包括左右兩顆腎臟、左右兩條輸尿管、膀胱、內外兩道括約肌，以及尿道。泌尿系統的主要功能為排泄。排泄是指機體代謝過程中所產生的各種不為機體所利用或者有害的物質向體外輸送的生理過程。被排出的物質一部分是營養物質的代謝產物；另一部分是衰老的細胞破壞時所形成的產物。此外，排泄物中還包括一些隨食物攝入的多餘物質，如多餘的水和無機鹽類。
機體排泄的途徑有如下幾種：①由呼吸器官排出，主要是二氧化碳和一定量的水，水以水蒸氣形式隨呼出氣排出②由皮膚排泄，主要是以汗的形式由汗腺分泌排出體外，其中除水外，還含有氯化鈉和尿素等。③以尿的形式由腎臟排出。
尿中所含的排泄物為水溶性並具有非揮發性的物質和異物，種類最多，量也很大，因而腎臟是排泄的主要器官。此外，腎臟是通過調節細胞外液量和滲透壓，保留體液中的重要電解質，排出氫離子，維持酸鹼平衡，從而保持內環境的相對穩定。因此腎臟又是一個維持內環境穩定的重要器官；腎臟還可生成某些激素，如腎素、促紅細胞生成素等，所以腎臟還具有內分泌功能。

## 生理學

### 腎臟
腎臟和肺、腸道、皮膚一同負責排出身體內的廢物。腎臟為橢圓形的豆狀器官，比成人的拳頭略大一點。它們位於脊椎兩側，胸廓之下，外圍有脂肪層保護。
每顆腎臟約有一百萬個過濾單位，稱為腎元，每個腎元都有一個腎絲球（球狀的微血管團）和一條迂迴曲折的腎小管。血液來到腎絲球過濾出原始尿液，流經腎小管時其中的水份、電解質和養份可以再吸收回來，最後的尿液集中到腎盂排出。
成人每天大約產生1.5公升的尿液，其量會隨狀況而變。一般而言，增加水份攝取時，尿液也隨著增加；而排汗量多，或水份經呼吸道逸散量增加時，經腎臟排泄的尿量就減少。有一些藥物能直接或間接地影響排尿量，如利尿劑。
腎臟在調節人體血液中的電解質（如鈉、鉀、鈣）方面扮演極為重要的角色。此外，它清除體內的尿素，這是胺基酸代謝後產生的含氮廢物。

### 輸尿管
尿液匯集在腎盂，並且連接到輸尿管，使尿液流向膀胱，輸尿管的長度約為20到25厘米。輸尿管壁的平滑肌（不隨意肌）會蠕動將尿液往下推送，每10到15秒就有一小段尿液進入膀胱。膀胱和輸尿管之間有防止尿液逆流的作用，所以尿液進入膀胱後不會流回輸尿管。

### 膀胱
膀胱是由肌肉包覆的中空器官，有如一個水球。它位於骨盆腔，藉著連到骨盆的幾道韌帶固定。
膀胱儲存尿液，漲滿時變得比較圓，排空時又扁又小。正常膀胱約可容納500毫升的尿液，大約2到5小時會漲尿而需要排尿一次。
括約肌是膀胱口外環狀的肌肉，控制膀胱排尿的動作，猶如縛住袋口的繩索。平時括約肌收縮，尿液不會流出，要排尿時則括約肌才會放鬆。膀胱壁本身則具有逼尿肌，收縮時會使膀胱內壓力增加，尿液隨之流出。
排尿是一種自主性的過程。當膀胱裝滿尿液時，膀胱壁的壓力感受器會將訊號送到大腦，而產生尿意感（想排尿的感覺）。但正常情況下不會立刻排尿，而是到了適當的時機，例如廁所或四下無人處、可以排尿時，括約肌會放鬆，同時逼尿肌收縮，使尿液排出。

## 泌尿系統與疾病
與腎臟有關的疾病通常由腎臟科醫師加以診治，至於泌尿科醫師則負責其餘的器官。有一部份的婦產科醫師也治療女性尿失禁。
泌尿系統的常見疾病：
- 有許多種和腎臟有關的疾病，其中許多種會影響尿液的製造。嚴重的腎功能不足即為腎衰竭，可分為急性和慢性，除了藥物治療外還可能需要透析以幫助排除體內的廢物。
- 腎結石除了發作時帶來的劇痛外，也可能對腎臟造成長期的損害。蛋白尿大多沒有症狀，頂多只是尿液中出現許多泡沫，但常是腎臟病的徵兆。
- 輸尿管或尿道狹窄會造成尿流的阻塞，膀胱與輸尿管間的逆流則因膀胱壓力大時尿液逆流到腎臟，會增加腎臟感染的風險，也可能損害腎功能。
- 泌尿道感染、間質性膀胱炎（interstitial cystitis）、尿失禁（尿液不自主地滲出）、良性前列腺增生症、前列腺炎和尿瀦留（尿液排不出來）都是常見的泌尿系統疾病或症狀。

英語中的名詞"uropathy"即指泌尿系統的疾病，而腎病變（nephropathy）則是專指腎臟的疾病。

## 檢驗
尿液分析是最常使用的檢驗之一，取中段尿液約十毫升，經外觀、比重、酸鹼度測定後，再以代學反應測定有無糖分、蛋白質等，最後離心取其沈渣用顯微鏡檢查紅血球、白血球、細菌等數量是否正常。
尿路動力學檢查是一系列檢查的總稱，主要用於評估下泌尿道（包括膀胱與尿道。其相對詞上泌尿道則包括腎臟與輸尿管）的儲存與排尿功能，包括尿流率圖、膀胱壓力描繪圖、尿道壓力圖、括約肌肌電圖、影像尿路動力學等項目。能幫助醫療人員了解尿失禁、神經性膀胱病變等患者的狀況，據以擬定治療方針。
常用於檢查腎臟和膀胱形態上是否有異常，優點是無輻射性，缺點是無法穿透骨骼和空氣，所以有部份盲點，而且超音波檢查的精確度受操作者的技巧影響甚大。
KUB是腹部X光檢查的一種，由英語的"kidney","ureter","bladder"三字縮寫而來，對於腎臟、輸尿管、膀胱等部位結石的診斷非常有幫助。靜脈腎盂造影術則更進一步，從靜脈注入顯影劑，在顯影劑經由泌尿系統排出的過程中以X光攝影，比單張的KUB片子更清楚。

## 參閱
- 泌尿上皮
- 尿流率(Urine flow rate/urinary flow rate/UFR/uroflowmetry)
- 泌尿外科
- 腎臟
- 膀胱